# Медвежий Кут
Медве́жий Кут — село в Чугуевском муниципальном районе Приморского края России.

## География
Село находится на левом берегу малой горной реки Медведка (левый приток реки Уссури), на расстоянии 57 км (по автодороге через сёла Верхняя Бреевка, Извилинка, Булыга-Фадеево и Соколовка) к юго-западу от села Чугуевка, административного центра района.
От села Медвежий Кут на север через Медвежий хребет идёт лесовозная дорога, по которой можно доехать до автотрассы «Осиновка — Рудная Пристань» (выход у Сысоевки), расстояние около 60 км.
От села Медвежий Кут на юго-запад через Сихотэ-Алинь идёт лесовозная дорога, по которой можно доехать до Слинкино Партизанского района, расстояние около 60 км.

## История
После пограничного конфликта на острове Даманском в 1972 году село Синанча переименовано в Медвежий Кут.

## Население
| 2002 | 2006 | 2010 |
| ---- | ---- | ---- |
| 172  | ↗182 | ↘98  |

## Улицы
| - ул. Заречная, - пер. Ключевой, - ул. Мира, - ул. Набережная, | - ул. Пионерская, - ул. Советская, - пер. Таёжный, - пер. Черёмушки. |

## Экономика
- Предприятия по заготовке леса.
- Жители занимаются сельским хозяйством.